# Viola grayi
Viola grayi är en violväxtart som beskrevs av Adrien René Franchet och Sav.. Viola grayi ingår i släktet violer, och familjen violväxter. Inga underarter finns listade i Catalogue of Life.